# Каленовы
Каленовы — русский дворянский род польского происхождения.
Принял русское подданство в XVII веке, после покорения Смоленска, внесён в VI и II части родословной книги Смоленской губернии.